# Bandera de Utah

Nova bandera oficial de l'estat a partir del 9 de març de 2024.

La bandera de l'estat de Utah va ser aprovada el 1913 i, consisteix en el Segell de l'estat, envoltat per un cercle d'or sobre un fons fosc blau marí.

## Simbolisme
Un pigarg blanc (Haliaeetus leucocephalus), l'au nacional dels Estats Units, representa la protecció d'Amèrica. Les fletxes en les urpes de l'àguila representen el valor en la guerra. El lliri de Segó (Calochortus nuttallii), la flor de l'estat de Utah, representa la pau. El lema "indústria" representa el progrés, treball dur, i de la comunitat de la mateixa manera que l'emblema del rusc, el qual és també un símbol tradicional mormó. Banderes creuades de la Unió mostren el suport i compromís de Utah amb els Estats Units. El nom, Utah, apareix sota del rusc. La data de 1847 representa l'any en què Brigham Young va portar als primers mormons a l'estat. El 1896 representa l'any en què Utah va ser admesa a la Unió. El cercle d'or al voltant del segell de l'estat representa l'ordre etern. L'escut sota de l'àguila calba representa la defensa comuna. El disseny del segell va ser aprovat el 1850 pel Territori de Utah i modificat per l'artista Harry Edwards quan Utah va esdevenir estat el 1896.

## Història
Abans de l'admissió de Utah a la Unió, el territori de Utah utilitzava una bandera semblant a la que va utilitzar més endavant com a estat.
Segons la majoria de les descripcions, la bandera de l'estat de Deseret va ser similar a la bandera de l'estat de Utah, però com que no s'ha normalitzat, diverses altres alternatives laiques i religioses també van ser utilitzades.
El 2001, l'Associació Vexil·lològica Nord-americana va realitzar una enquesta entre els seus membres on es triaven els millors dissenys de 72 banderes dels EUA i el Canadà, en finalitzar-la la bandera de Utah va quedar en la posició 58 d'entre les 72 banderes.